# Shame (singel Monrose)
„Shame” – singel niemieckiego trio Monrose wydany 1 grudnia 2006 promujący ich debiutancki album studyjny Temptation. Utwór został wyprodukowany przez The Jiant & Snowflakers. Odniósł sukces w Niemczech, Austrii i Szwajcarii zajmując szczyty list przebojów. Z biegiem czasu, singel kupowało coraz więcej ludzi, dzięki czemu stał się debiutem roku oraz najlepiej sprzedającym się singlem roku 2006.

## Teledysk
Teledysk do singla „Shame” miał premierę na oficjalnej stronie zespołu dnia 1 grudnia 2006, tego samego co wpuszczenie go na rynek muzyczny.
Videoclip posiada wątek, lecz mało rozbudowany. Wszystko odbywa się w tle podchodzącym pod zieleń. Zaczyna się od pobudki, Bahar wstaje i kieruje się do łazienki. Efektowne jest przecieranie pary z lustra, po czym piosenkarka się zmienia na Sennę. Następnie Mandy i pozostała część. 'Shame' z języka ang. oznacza wstyd. Domyślić się można, że bohaterki videoklipu rozpaczają za swoimi mężczyznami. Pod koniec wszystko wraca do poprzedniego porządku.

## Lista utworów
1. „Shame (Radio Edit)” – 3:29
2. „Work It” (muzyka: Richard Kelly, Anthony Little) – 3:49
3. „Shame (Video Edit)” – 3:49
4. „Shame (Instrumental)” – 3:29

## Pozycje na listach
| Notowanie (2007)          | Pozycja |
| ------------------------- | ------- |
| Niemcy Singles Charts     | 1       |
| Szwajcaria Singles Charts | 1       |
| Austria Singles Charts    | 1       |
| Luksemburg Singles Charts | 1       |
| Słowenia Singles Charts   | 2       |
| Litwa Singles Charts      | 6       |
| Polska Singles Charts     | 10      |
| Europa Singles Charts     | 10      |
| World Singles Charts      | 36      |